# Red Road
Red Road ist das Spielfilmdebüt der britischen Regisseurin Andrea Arnold. Er handelt von einer Beamtin, die in einer umfassenden Überwachungszentrale arbeitet und ihre Position plötzlich in eigenem Interesse missbraucht.
Der Film ist der erste in der sogenannten "Advance Party". Eine Trilogie von Filmen, die alle eine Liste von bestimmten Anforderungen zu erfüllen haben: Z.B. alle Geschichten sollen in Schottland spielen, mit denselben Charakteren und Schauspielern. Das Konzept wurde erdacht von unter anderem Lars von Trier und Lone Scherfig.

## Handlung
Die Beamtin Jackie Morrison arbeitet in einer Glasgower Überwachungszentrale, die die gesamte Stadt abdeckt und Verbrechen beobachten, aufklären und verhindern soll. Jackie führt ein offenbar unspektakuläres Leben, mit einem nicht sonderlich aufregenden Alltag.
Doch eines Tages entdeckt sie auf einem ihrer Monitore einen Mann, den sie von früher zu kennen scheint. Sie holt Erkundigungen um ihn ein, wobei man erfährt, dass er gerade aus dem Gefängnis entlassen wurde. Als Zuschauer erfährt man aber lange nicht, wessen er angeklagt war oder in welcher Relation er zu Jackie steht.
Sie benutzt nun die technischen Möglichkeiten, die ihr durch ihre Arbeit gegeben sind, anstatt zur Verbrechensbekämpfung mehr und mehr um Clyde Henderson – so heißt der mysteriöse Mann – zu beobachten und sein Leben auszukundschaften; wo er arbeitet, wo er abends trinken geht und wer seine Freunde sind. Auch in ihrer Freizeit verfolgt sie ihn: Besucht seine Wohngegend, seine Stammkneipe und versucht in seine Kreise zu gelangen.
Sie schafft es, sich auf eine Party in seine Wohnung zu schleichen. Er spricht sie an und tanzt mit ihr, woraufhin sie panisch die Wohnung verlässt und sich im Fahrstuhl erbricht.
Später gelingt es ihr, Clyde zu verführen, um anschließend bei der Polizei zu melden, er habe sie vergewaltigt. Es wird klar, dass es von Anfang an ihre einzige Absicht war, Clyde wieder ins Gefängnis zu bringen.
Clydes Freund und alter Zellengenosse Stevie sucht Jackie anschließend in ihrer Wohnung auf und bedroht sie, worauf sie erzählt, dass Clyde einst unter Drogeneinfluss mit dem Auto fuhr und bei einem Unfall ihren Mann und ihre Tochter getötet hat.
Anschließend zieht sie die Anzeige gegen Clyde zurück und sucht ihn noch einmal auf zu einer Aussprache. Er konnte sich inzwischen wieder erinnern wer sie war und redet mit Jackie über ihr Motiv und über seinen Unfall, der ihre Familie das Leben kostete.

## Auszeichnungen
- 2006 Cannes Jury Prize[1]
- BAFTA Scotland 2006 – Best Screenplay
- BAFTA Scotland 2006 – Best Actress in a Scottish Film (Kate Dickie)
- BAFTA Scotland 2006 – Best Actor in a Scottish Film (Tony Curran)
- BAFTA Scotland 2006 – Best Director
- BAFTA Scotland 2006 – Best Film
- London Film Festival 2006 – Sutherland Trophy